# Larance Marable
Larance Marable, ook Lawrence Marable, (Los Angeles, 21 mei 1929 - East Orange, 4 juli 2012) was een Amerikaanse jazz-drummer.

## Carrière
Marable leerde zichzelf het drummen. Hij begon zijn carrière als drummer tijdens de jaren 1950 bij verschillende jazzmuzikanten, waaronder Charlie Parker, Tal Farlow, Dexter Gordon, Jimmy Giuffre, Hampton Hawes, Herb Geller, Stan Getz, Zoot Sims en Wardell Gray. In 1956 ontstond onder zijn eigen naam voor Jazz West Records met James Clay het album Tenormen. Aan het eind van de jaren 1950, begin jaren 1960 nam hij albums op met The Montgomery Brothers, Chet Baker, George Shearing, Sonny Stitt, Milt Jackson en verschillende andere muzikanten. Als lid bij het Charlie Hadens Quartet West werd hij ook bekend bij een breder publiek.

## Overlijden
Larance Marable overleed in juli 2012 op 83-jarige leeftijd.

## Discografie

### Met hetQuartet West
- The Art Of The Song
- Now Is The Hour
- Always Say Goodbye
- Haunted Heart
- In Angel City

### Verdere opnamen
- Herb Geller – That Geller Feller
- Robert Stewart - The Movement
- Chet Baker With Art Pepper - Playboys

- Bibsys: 6096672
- Biblioteca Nacional de España: XX1623566
- Bibliothèque nationale de France: cb13921675b (data)
- Gemeinsame Normdatei: 134605004
- International Standard Name Identifier: 0000 0000 8189 0949
- Library of Congress Control Number: no92009694
- MusicBrainz: 05fe2875-aea1-4c77-90a3-e4ddeaee6739
- Istituto Centrale per il Catalogo Unico: MODV295373
- SNAC: w60t21dn
- Système universitaire de documentation: 156624753
- Virtual International Authority File: 120071343
- WorldCat: E39PBJth3ckHWQC3V7QCbv9FKd